# Typhlocyba ghanii
Typhlocyba ghanii är en insektsart som beskrevs av Ahmed, Naheed och Samad 1981. Typhlocyba ghanii ingår i släktet Typhlocyba och familjen dvärgstritar. Inga underarter finns listade i Catalogue of Life.